# Svrljig
Svrljig (serbocroata cirílico: Сврљиг) es un municipio y villa de Serbia perteneciente al distrito de Nišava del sureste del país.
En 2011 tiene 14 249 habitantes, de los cuales 7553 viven en la villa y el resto en las 38 pedanías del municipio. La mayoría de la población se compone étnicamente de serbios (13 843 habitantes), existiendo una minoría de gitanos (157 habitantes).
Se ubica unos 15 km al noreste de Niš.

## Pedanías
Junto con Svrljig, pertenecen al municipio las siguientes pedanías:
- Beloinje
- Bučum
- Burdimo
- Crnoljevica
- Davidovac
- Drajinac
- Đurinac
- Galibabinac
- Gojmanovac
- Grbavče
- Gulijan
- Guševac
- Izvor
- Kopajkošara
- Labukovo
- Lalinac
- Lozan
- Lukovo
- Manojlica
- Mečji Do
- Merdželat
- Niševac
- Okolište
- Okruglica
- Palilula
- Periš
- Pirkovac
- Plužina
- Popšica
- Prekonoga
- Radmirovac
- Ribare
- Slivje
- Šljivovik
- Tijovac
- Varoš
- Vlahovo
- Željevo